# Claus Ott
Claus Ott (* 27. Juli 1937 in Tübingen) ist ein deutscher Jurist, der sich insbesondere mit der ökonomischen Analyse des Rechts und dem Privatrecht beschäftigt.
Ott war Professor an der Universität Hamburg und Richter am Hanseatischen Oberlandesgericht. An der Universität übernahm er neben seinem Lehrstuhl von 1977 bis 1980 das Amt des Vizepräsidenten der Universität Hamburg. Von 1990 bis 2000 war Ott geschäftsführender Direktor des dortigen Instituts für Recht und Ökonomik sowie ab 1994 Direktor des European Master Programme in Law & Economics. Im Jahr 2002 wurde er emeritiert.
Zu seinen wichtigsten Werken zählt das Lehrbuch zur ökonomischen Analyse des Zivilrechts, das er zusammen mit Hans-Bernd Schäfer verfasst hat.